# Джерело № 2 (урочище «Теплиця»)
Джерело № 2 — гідрологічна пам'ятка природи місцевого значення. Об'єкт розташований на території Виноградівського району Закарпатської області, ДП «Виноградівське ЛГ», Виноградівське лісництво, урочище «Теплиця», квартал 15, виділ 23.
Площа — 0,5 га, статус отриманий у 1984 році (Рішення обласного виконкому від 23.10.1984 р. № 253).
Охороняється джерело гідрокарбонатно-натрієво-кальцієвої води. Загальна мінералізація — 0,2 г/л. Вода придатна для лікування захворювань органів травлення.